# Ceraspis femorata
Ceraspis femorata är en skalbaggsart som beskrevs av Frey 1969. Ceraspis femorata ingår i släktet Ceraspis och familjen Melolonthidae. Inga underarter finns listade i Catalogue of Life.